# Vereinigte Windturbinenwerke

Beim Patentamt eingetragenes Markenlogo für Herkules Lüfter

Die Firma Vereinigte Windturbinenwerke (VWW) in Reick (seit 1913 ein Stadtteil von Dresden) war eine Firma zur Herstellung von Windkraftanlagen und Aussichtstürmen. Sie entstand 1911 durch den Zusammenschluss einer 1859 von Carl Reinsch in Dresden gegründeten Maschinenfabrik mit der in Reick ansässigen Firma Deutsche Windturbinenwerke Rudolph Brauns. Nach der Fusion der beiden Betriebe blieben von den ursprünglich vier nur noch zwei Windanlagenproduzenten im heutigen Dresdner Stadtgebiet übrig. Neben den VWW gab es lediglich noch die Sächsische Stahlwindmotoren-Fabrik G. R. Herzog in Löbtau. Die Dresdner Centralheizungsfabrik Louis Kühne zog sich weitgehend aus dem Geschäft mit der Windkraft zurück und widmete sich fortan ausschließlich der Produktion von Zentralheizungen.
Die Produktion von Windturbinen endete 1930 und der Standort Reick wurde zugunsten von Meißen aufgegeben. Fortan produzierten die VWW ausschließlich Ventilatoren. Nach der Verstaatlichung 1948 wurden die VWW mit weiteren Betrieben zum Turbowerk Meißen zusammengeschlossen. Die VWW können neben anderen Betrieben als Vorgänger der heutigen Howden Turbowerke GmbH in Coswig (Sachsen) gelten, die Hochleistungsventilatoren und -gebläse konstruiert, produziert und vertreibt.

## Unternehmensgeschichte

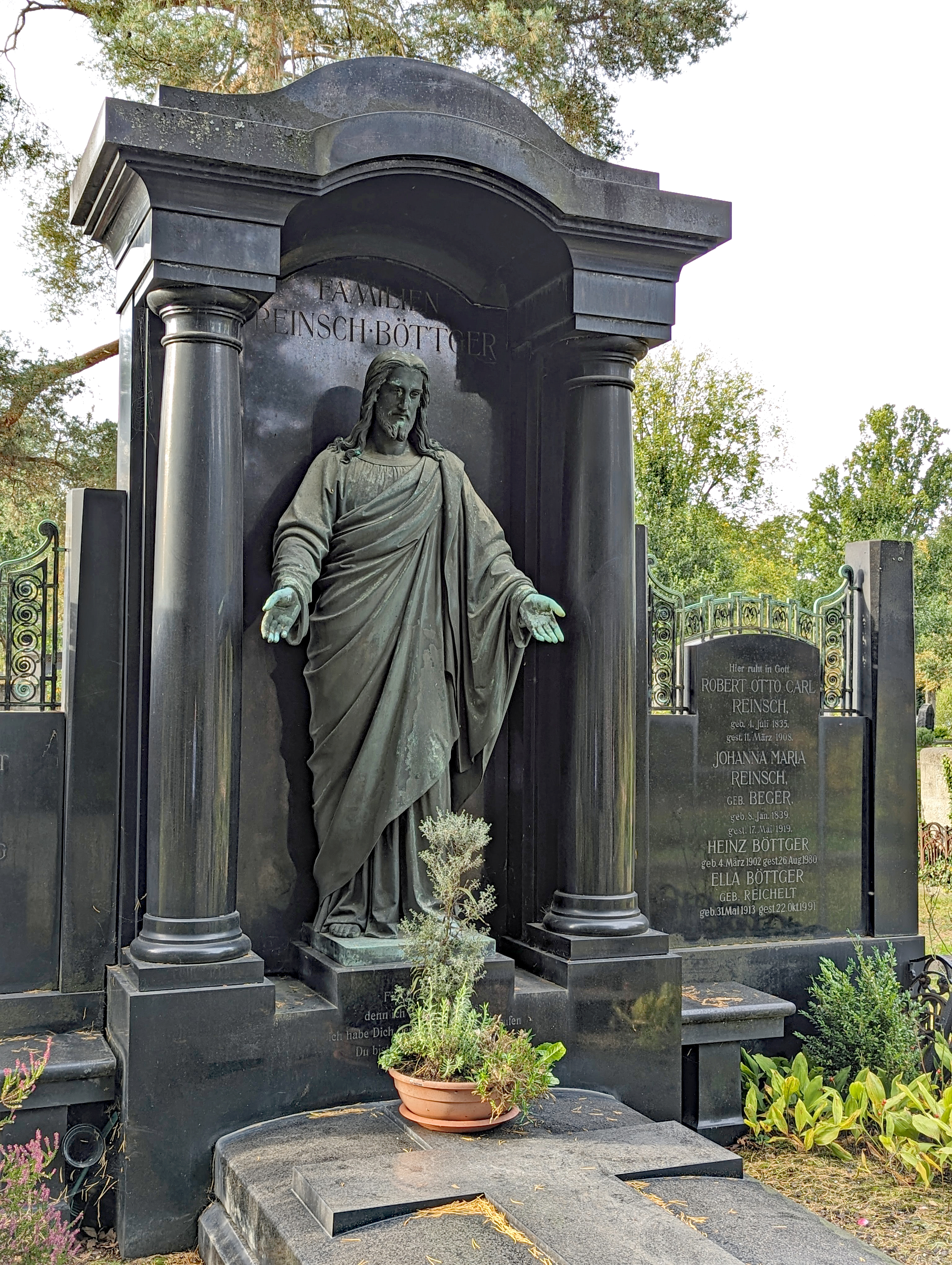
Grab des Firmengründers Carl Reinsch auf dem Johannisfriedhof in Dresden

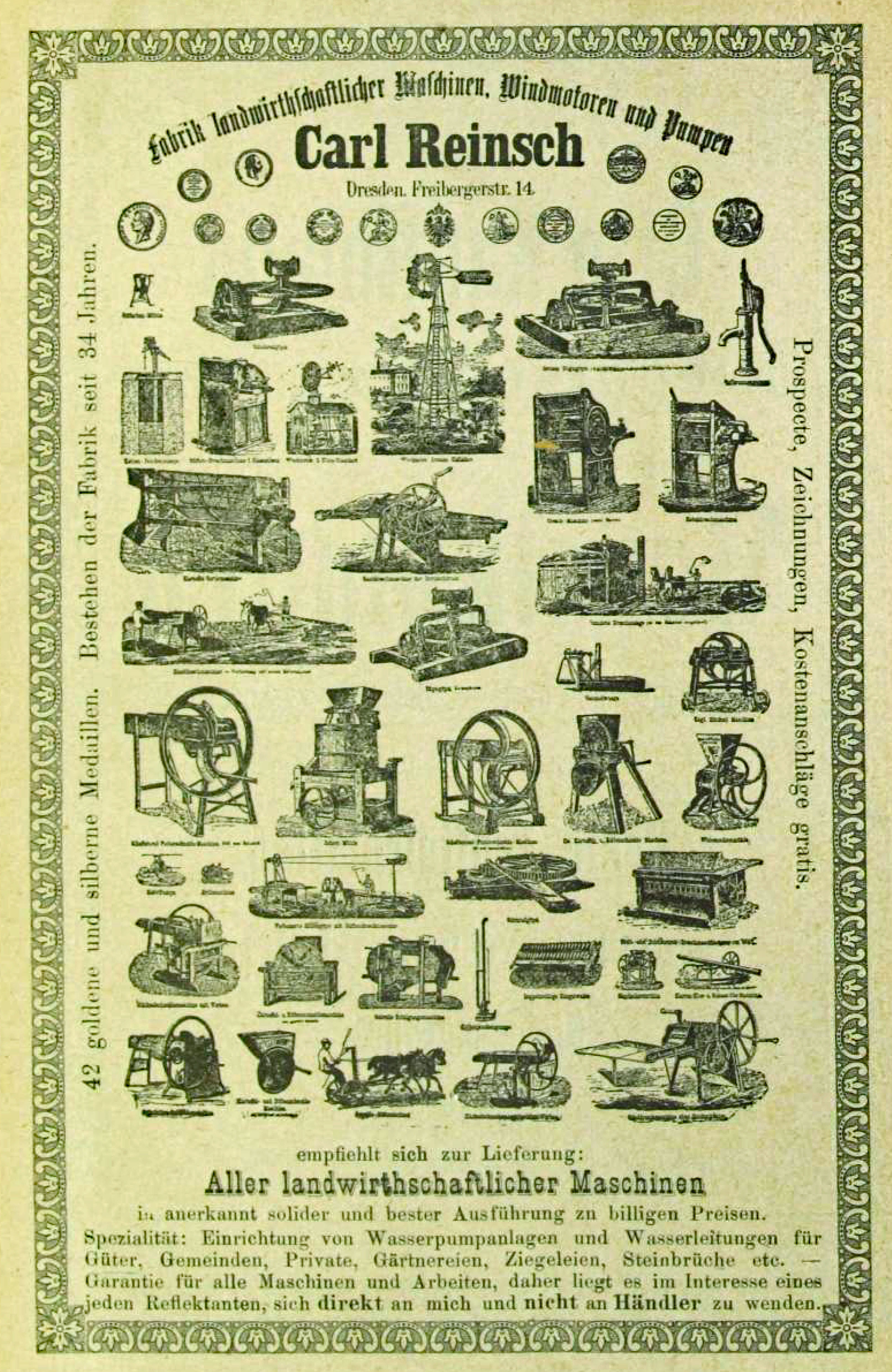
Geschäftsanzeige von 1899

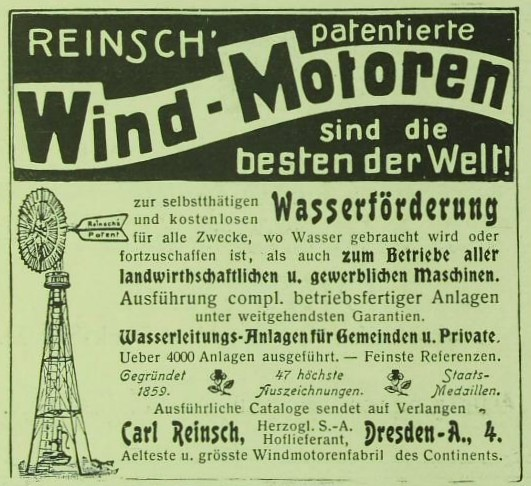
Inserat Carl Reinsch von 1905

### Carl Reinsch

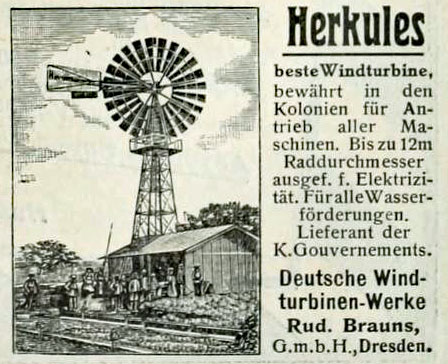
Inserat Rudolph Brauns von 1911

Karl Otto Robert Reinsch (später meist C[arl] Rob[ert] O[tto] oder nur Carl Reinsch), wurde am 4. Juli 1835 als Sohn von Wilhelmine Reinsch (1792–1878) in Berlin geboren. Carl Reinsch gründete 1859 eine Fabrik für landwirtschaftliche Maschinen. Seit 1861 wird er im Dresdner Adressbuch als Maschinenbauer in der damaligen Freiberger Straße 11 in der Wilsdruffer Vorstadt geführt (Kataster 336; heute etwa Freiberger Straße 33). Zeitweise produzierte Reinsch auch Fahrräder mit Frontkurbel, von denen noch zwei erhalten sind (Stand 2020). Ein solches Rad steht im Freilichtmuseum Schwerin-Mueß und trägt eine Plakette mit der Aufschrift „Fabrik für Velocipedes Carl Reinsch Dresden“. Zur Altonaer Landes-Industrieausstellung 1869 fand eines der ersten Velozipedenrennen in Deutschland statt. Viele Konstrukteure fuhren persönlich mit, so auch Carl Reinsch auf seinem Velociped. Später produzierte er auch Windmotoren und Wasserpumpen und war Inhaber eines entsprechenden Patents. Reinsch setzte sich 1886 zur Ruhe. Seit 1887 ist der Inhaber der Fabrik für Maschinen, Windmotore und Pumpen der aus Chemnitz stammende Friedrich Richard Stahlknecht (1845–1928). Der Besitzer der Fabrik Carl Reinsch wechselte 1900 erneut. Nun wurde es der aus Dörnthal stammende Kaufmann Ernst Anton Gey (1868–1941). Carl Reinsch starb am 11. März 1908 in Dresden im Alter von 72 Jahren, sein Grab befindet sich auf dem Johannisfriedhof (Feld 2F, Stand Oktober 2023). Die letzten Inhaber der 1909 in eine Offene Handelsgesellschaft umgewandelten Windturbinenfabrik Carl Reinsch waren ab 1910 der aus Lübeck stammende Wirtschaftsberater und Finanzmakler Henry Hornung Petit (1866–1944) und der in Cottbus geborene Oberingenieur Otto Stertz (1873–1918). Während Petit nach der Vereinigung der beiden Betriebe weiterhin im Vorstand arbeitete, ging Stertz 1912 nach Berlin, wo er schon sechs Jahre später im Alter von 44 Jahren verstarb.
Neben einigen Aussichtstürmen wurde eine Vielzahl an Windturbinenmodellen produziert. Den so genannten Reinsch-Motor mit bis zu 60 verstellbaren Rotorblättern gab es in Durchmessern von 3,4 bis 20 m. Die Windrichtungsnachführung erfolgte bis 5 m Durchmesser mit einer Windfahne, bei größeren Durchmessern mit einer Windrose gekoppelt an ein Schneckengetriebe. Außerdem gab es Windturbinen nach dem System Halladay mit 3,4 bis 5,25 m Durchmesser. Seit 1909 befand sich die Firma in der Großenhainer Straße 9 im Stadtteil Leipziger Vorstadt. Sie trug seit mindestens 1890 den Titel Herzoglich Sachsen-Altenburgischer Hoflieferant.

### Rudolph Brauns
Wilhelm Rudolph Brauns wurde am 9. April 1851 als Sohn des Leipziger Buchhändlers und Verlegers Gustav Brauns geboren. Rudolph Brauns arbeitete zunächst in Hamburg und Berlin. Er beteiligte sich an der Firma Deutsche Windturbinen-Werke Rother und Wentscher, die von Heinrich Oskar Rother in Dresden geführt wurde. 1898 zog Brauns mit seiner zweiten, aus Fischbach bei Eisenach stammenden Ehefrau Ottilie Helene geborene Nagel (1864–1916) nach Dresden um und wurde Inhaber der Rotherschen Firma. Aus Deutsche Windturbinen-Werke Heinrich Rother in der damaligen Pfotenhauerstraße 71 in der Johannstadt wurde Deutsche Windturbinen-Werke Rudolph Brauns (DWW).
Produziert wurde damals unter anderem die Stahlwindturbine vom Typ Germania, die es in 18 Größen von 4 bis 15 m Raddurchmesser gab. Auf der Wanderausstellung der Deutschen Landwirtschaftsgesellschaft 1898 in Dresden stellte das Unternehmen eine Germania-Windturbine von 7,5 m Raddurchmesser für Maschinenbetrieb auf einem 22 m hohen Turm aus. Brauns plante die neue Windturbine vom Typ Herkules nach dem Eclipse-System von Leonard H. Wheeler und stellte den aus Göppingen stammenden Ingenieur Georg Ludwig Heintel (1873–1954) ein. Da seine Ehefrau Ottilie 1911 schwer erkrankte, zog sich Brauns aus der Firma DWW, die sich im gleichen Jahr mit der Firma Reinsch vereinigte, zurück. Ottilie verstarb 1916 im Alter von 52 Jahren. Rudolph Brauns verstarb am 8. Juli 1939 im Alter von 88 Jahren im Sophienhaus in Weimar.

### Vereinigte Windturbinenwerke
1911 kam es zu einem Zusammenschluss beider Betriebe zur GmbH Vereinigte Windturbinen-Werke (VWW). Die Firma Carl Reinsch brachte die vom dänischen Physiker und Erfinder Poul la Cour gekauften Patentrechte in die VWW mit ein, die hauptsächlich die Erzeugung von Elektroenergie mit Windkraft betrafen. Firmensitz war zunächst die Großenhainer Straße 9, aber es gab schon das Baurecht für eine neue Fabrik in Reick. Im April 1912 zog man um in die Leubener Straße 18. Die VWW wurden 1923 zur Aktiengesellschaft, der Gesellschaftsvertrag wurde am 8. November 1923 geschlossen. Da der Straßenname geändert wurde, war der Sitz der VWW AG nun in der Mügelner Straße 18. Vorstandsvorsitzender war Henry Hornung Petit, dem vor der Vereinigung schon die Firma Carl Reinsch gehörte. Nachdem sich Petit aus Altersgründen zurückgezogen hatte, übernahm Ludwig Heintel den Vorsitz. Im Jahre 1930 wurde der Firmensitz in den Meißner Stadtteil Zscheila in die Niederauer Straße 26/28 an den Sitz der Kuhnert-Turbowerke verlagert, während die Fabrik der VWW am alten Standort in der Mügelner Straße verblieb.
Viele Windturbinen wurden exportiert, vor dem Ersten Weltkrieg insbesondere in die deutschen Kolonien. In den 1920er Jahren wurden dann Wasserpumpen mit Windrädern vom Typ Hercules.Metallicus in großer Stückzahl durch die Firma R. S. Stokvis & Zonen Ltd. Rotterdam in den Niederlanden vertrieben. Dieser Import begann schon 1904 im kleinen Maßstab mit zwei frühen Windturbinen Herkules. Die in den 1920er Jahren importierten Windräder hatten größtenteils einen Durchmesser von 8 bis 12 m und wurden zur Entwässerung der Köge (Polder) eingesetzt. Sie unterschieden sich deutlich in der Konstruktion von den Windrädern der Marke Record, welche die heimische Firma Windmotorenfabriek Bakker in IJlst lieferte. Vereinzelt wurden auch noch kleinere Windräder der Firma Jozef J. Mous aus Balk (Provinz Friesland) für die Polder eingesetzt. Mitte bis Ende der 1920er Jahre kamen noch Windpumpen der Marke Energie der Edmund Kletzsch Maschinenfabrik als Konkurrenzprodukte hinzu. Sie waren fast identisch zu den Herkules-Turbinen. 1925 wurden Geschäftsanteile der Sächsischen Stahlwindmotoren-Fabrik G. R. Herzog übernommen, die aber schon ein Jahr später bei einem Zwangsvergleich wieder abgegeben wurden.

### Neue Geschäftsfelder ab 1926
Seit 1926 kamen zu den Windturbinen zwei neue Geschäftsfelder hinzu: die Produktion von Grünfuttersilos aus Metall und die von Ventilatoren. Während der Absatz der Silos mehr oder weniger stagnierte, stieg er bei den Ventilatoren in den folgenden Jahren zunehmend an. Der starke Rückgang bei den Windturbinen führte schließlich dazu, dass 1930 halbfertige und fertige Produkte dieser Sparte komplett abgeschrieben wurden. Da auch der Absatz an Silos zurückging, beschloss man, den Firmenstandort Reick komplett aufzulösen.
Einen entscheidenden Anteil bei der Konstruktion der ersten Ventilatoren hatten die Patente und Berechnungen des Ingenieurs Eugen Moeller (1891–1970) aus Darmstadt, mit dem es auch vertragliche Vereinbarungen gab. Besonders wichtig waren dessen zwei Patente Flügel für Luftschrauben von 1924 und Laufrad für Schraubenventilatoren und Schraubenpumpen von 1927.
Der neue Meißener Firmensitz war bis 1935 in der Talstraße 6. Danach zog man auf das Gelände der 1869 als Eisengießerei und Kesselschmiede gegründeten Meißner Maschinenfabrik Schindler & Grünewald in der Niederauer Straße 26/28. Nachdem im Jahre 1921 bei dieser Firma der Inhaber Carl Wilhelm Schindler ausgeschieden war, wurde der Dresdner Kaufmann Ernst Karl Walter Fahdt (* 1879) neuer Inhaber. In den 1930er Jahren wurde Fahdt zusätzlich Aufsichtsratsvorsitzender der beiden Aktiengesellschaften VWW und Kuhnert-Turbowerke. Letztere wurden 1900 in Zscheila bei Meißen gegründet und waren bald bekannt für die Herstellung von Wasser- und Dampfturbinen sowie Ziegelpressen und Ventilatoren.
Seit 1936 produzierten die VWW hauptsächlich Radial- und Axialventilatoren, insbesondere auch für den militärischen Bereich für Heer und Marine. Der Zeit entsprechend und gemäß dem Allgemeinen Deutschen Sprachverein wurden die deutschen Ersatzworte Schleuderrad- und Schraubenlüfter verwendet. Ein Beispiel hierfür sind die Herkules-Schraubenlüfter für die Wehrmacht. Im April 1937 wurde die alte VWW-Marke Herkules für Lüfter beim Reichspatentamt eingetragen. Einsatzgebiete für die Ventilatoren waren vor allem die Belüftung und Heizlüftung, das Anfahren von Dampfkesseln und das Abscheiden von Flugasche, Staub oder Spänen aus der Zu- und Abluft.
Obwohl die Sanierung der VWW schon 1932 Erfolge zeigte, wurden erst ab 1940 Dividenden ausgezahlt. Im Jahre 1945 wurden die VWW mit Schindler & Grünewald und Kuhnert-Turbowerke zum Turbowerk Meißen vereinigt. Die endgültige Enteignung durch die Landesregierung Sachsen erfolgte am 1. Juli 1948.

### Fortbestand nach 1948
Nach der Verstaatlichung hießen die VWW zunächst VEB Turbowerke Meißen (TWM). Die TWM gehörten neben weiteren Volkseigenen Betrieben ab 1963 zu der VVB Luft- und Kältetechnik mit Sitz in Dresden, die ab 1970 zum VEB Kombinat Luft- und Kältetechnik umgebildet wurden (später ILKA). Die Turbowerke Meißen waren der größte Ventilatorenproduzent in der DDR. Ab 1951 wurde die Produktion auch auf dem Gelände der ehemaligen Automobilfabrik E. Nacke in Coswig aufgenommen. Da der Betrieb den Inlandsbedarf nicht mehr decken konnte, gab es ab 1970 keine Exportauflagen in den Ostblock mehr. Später wurde auch die Produktion von Radialventilatoren der Baureihe LRMN teilweise zur Kältetechnik Niedersachswerfen und zuletzt komplett zur Lufttechnik Gotha ausgelagert.
Das schottische Maschinenbauunternehmen Howden mit Hauptsitz in Glasgow übernahm 1992 den Betrieb, der seitdem Turbowerke Meißen Howden GmbH hieß. 2006 wurde das Unternehmen in Howden Turbowerke GmbH umbenannt und hat seinen Sitz in Coswig. In Deutschland gehören noch zwei weitere Gesellschaften zu Howden: Howden Turbo GmbH in Frankenthal (Pfalz) und Howden Axial Fans GmbH in Aalen-Ebnat.

## Windkraftanlagen (Auswahl)
| Ort                                          | Bundesland /Provinz (heute) | Hersteller/Marke                        | Höhe des Turms   | Durchmesser Windrad | Anzahl Rotorblätter | Koordinaten                                 | Bild | Bemerkungen |
| -------------------------------------------- | --------------------------- | --------------------------------------- | ---------------- | ------------------- | ------------------- | ------------------------------------------- | ---- | --- |
| Criewen                                      | Brandenburg                 | VWW Herkules                            | 25 m             | 6 m                 | 24                  | 53° 1′ 13,3″ N, 14° 11′ 26,2″ O (ungefähr)  |      | 1916 für die Saatzuchtwirtschaft Bernd von Arnim; war 1940 noch in Betrieb; nicht mehr vorhanden |
| Gerkesklooster in der Gemeinde Achtkarspelen | Friesland (NL)              | VWW Herkules                            | 10 m             | 10 m                | 30                  | 53° 14′ 47,9″ N, 6° 13′ 1,9″ O (Sarabos 13) |      | VWW Herkules; 1923 (1928) für den Polder „De Twee Provinciën“ von der Rotterdamer Handelsgesellschaft R.S. Stokvis & Zonen importiert und von der Firma Koelstra & Dölle installiert; 1991 renoviert; Rijksmonument Nummer 502197          |
| Großbardorf                                  | Bayern                      | VWW Herkules                            | 24 m             | 15 m                | 42                  | 50° 16′ 1,1″ N, 10° 22′ 10,2″ O             |      | VWW Herkules 1921 für die Elektrizitäts-Genossenschaft Großbardorf; 1939 demontiert |
| Grumbach (Wilsdruff)                         | Sachsen                     | Reinsch (unbekannte Marke)/VWW Herkules | 22 m             | 8,5 m/9 m           | ?/27                | 51° 0′ 35,1″ N, 13° 33′ 45,1″ O             |      | Ursprünglich Windrad von Carl Reinsch 1909; 1920 von VWW umgebaut; zur Wasserversorgung von Braunsdorf bis 1982; umfangreiche Reparatur seit 2018; Wiederaufbau am 1. Dezember 2023                                                        |
| Karpacz                                      | Niederschlesien (PL)        | VWW                                     | 22 m             | 15 m                | 28                  | 50° 44′ 23,9″ N, 15° 43′ 40,9″ O            |      | 1924 neben dem Schlesierhaus errichtet; im Januar 1925 durch einen Sturm zerstört |
| Koblenz-Metternich                           | Rheinland-Pfalz             | VWW Herkules                            | 15 m             | 7,5 m               | 27                  | 50° 21′ 31,5″ N, 7° 32′ 25,8″ O             |      | 1912 |
| Niederwartha                                 | Sachsen                     | Reinsch Halladay                        | 15 m (geschätzt) | 4,7 m (geschätzt)   | 8 x 10              | 51° 5′ 33,8″ N, 13° 36′ 12,6″ O             |      | Windrad von Carl Reinsch nach dem System Halladay (Aufnahme von 1898); nicht mehr vorhanden; Villa stand möglicherweise nahe der heutigen Hermann-Große-Straße 1                                                                           |
| Schönborn bei Lampertswalde                  | Sachsen                     | VWW Herkules?                           |                  |                     | 18                  | 51° 19′ 43,8″ N, 13° 42′ 39,3″ O            |      | Das südlichste von ursprünglich drei nebeneinander stehenden Windrädern vor Ort. Ein weiteres wurde restauriert und versetzt. Das dritte existiert nicht mehr.                                                                             |
| Schönborn bei Lampertswalde                  | Sachsen                     | VWW Herkules?                           |                  |                     | 18                  | 51° 25′ 42,1″ N, 14° 8′ 54,4″ O             |      | Eins von ursprünglich drei nebeneinander stehenden Windrädern. Es wurde Ende der 1980er Jahre in Hoyerswerda restauriert und kam später nach Koselbruch in den Erlebnishof Krabat-Mühle Schwarzkollm, wo es noch heute steht (Stand 2022). |
| Seebach (Mühlhausen) Klostergut              | Thüringen                   | Reinsch                                 | 15 m             | ?/4 m               | ?/12                | 51° 9′ 50,9″ N, 10° 30′ 24,9″ O (ungefähr)  |      | 1895 Carl Reinsch für Hans Freiherr von Berlepsch; später Windrad umgebaut von Holz auf Eisen; war 1940 noch in Betrieb; nicht mehr vorhanden                                                                                              |
| Seefeld (Bad Grönenbach)                     | Bayern                      | VWW Herkules                            |                  |                     | 18                  | 47° 50′ 49,2″ N, 10° 15′ 6,1″ O             |      | Herkules |
| Smallingerland (De Veenhoop)                 | Friesland (NL)              | VWW Herkules                            | 10 m (geschätzt) | 9 m (geschätzt)     | 30                  | 53° 6′ 8,7″ N, 5° 58′ 15,4″ O               |      | 1926 |
| Oberwies (Gauting) (ursprünglich)            | Bayern                      | Brauns Herkules                         | 14 m             | 5 m                 | 18                  |                                             |      | frühes Herkules-Windrad von DWW Rudolph Brauns 1905; jetzt gekürzt im Deutschen Museum München (Inventarnummer 76627) |
| Waadhoeke                                    | Friesland (NL)              | VWW Herkules                            | 16 m             | 15 m                | 42                  | 53° 13′ 11,8″ N, 5° 36′ 39,8″ O             |      | 1913 errichtet für die Waterschap de Kloosterpolder/Kleasterpolder, 1971 abgerissen; war der größte Windmotor in Friesland |

## Aussichtstürme
Neben den Windkraftwerken errichtete die damals in der Freiberger Straße 14 firmierende Fabrik und Ausstellung von Maschinen, Windmotoren und Pumpen ab 1884 mehrere Aussichtstürme ohne Verzierungen, von denen aktuell (Stand 2021) wohl keiner mehr im Original erhalten ist. Die Türme zählten zu den ältesten Stahlfachwerktürmen der Welt. Erst drei Jahre später war Baubeginn zur Errichtung des Eiffelturms, der allerdings über zwölfmal so hoch ist.
| Ort            | Name                                  | Bundesland (heute) | Höhe des Turms | Höhenlage    | Koordinaten                      | Bild | Bemerkungen |
| -------------- | ------------------------------------- | ------------------ | -------------- | ------------ | -------------------------------- | ---- | --- |
| Carlshaushöhe  | Bismarckturm Hasselfelde-Trautenstein | Sachsen-Anhalt     | 20 m           | 626 m ü. NHN | 51° 39′ 22,9″ N, 10° 47′ 47,2″ O |      | Carl Reinsch 1901; 1981 von der Gruppe der Sowjetischen Streitkräfte in Deutschland abgerissen; 1998 neuer Turm |
| Dreibrüderhöhe | Prinzess Marienturm                   | Sachsen            | 18 m           | 688 m ü. NHN | 50° 39′ 23,9″ N, 13° 7′ 31,1″ O  |      | Carl Reinsch 1884; 1977 abgerissen und verschrottet; 1994 neuer Turm in ähnlicher Bauweise                      |